# 빛나거나 미치거나 (드라마)
《빛나거나 미치거나》는 2015년 1월 19일부터 2015년 4월 7일까지 MBC에서 방영된 월화 특별 기획 드라마이다. 동명의 소설이 원작이다.

## 줄거리
고려시대 저주받은 황자와 발해의 버려진 공주가 궁궐 안에서 펼치는 로맨스를 담은 드라마.

## 등장 인물

### 주요 인물
- 장혁 : 왕소 (소소) 역 (아역 최한) - 태조 왕건의 네 번째 아들, 제3부인의 셋째 아들, 훗날 경종의 아버지
- 오연서 : 신율 역 (아역 정원) - 발해의 마지막 공주, 청해상단의 실력자
- 이하늬 : 황보여원 역 (아역 추예진) - 태조 제4부인의 딸, 왕욱의 누이, 훗날 경종의 어머니
- 임주환 : 왕욱 역 (아역 이현빈)- 태조 왕건 다섯 번째 아들, 제4부인의 아들, 훗날 천추태후(헌애왕후)와 헌정왕후의 아버지
- 이덕화 : 왕식렴 역 - 태조 왕건의 사촌동생, 고려의 개국공신
- 류승수 : 정종 (왕요) 역 (아역 이준서) - 고려 3대 황제, 태조 왕건의 세번째 아들, 제3부인의 둘째 아들, 왕소와 동복형제, 왕욱과 이복형제
- 나인우 : 세원 (호율) 역 (아역 조용진) - 황보가의 호위무사, 왕식렴의 수하

### 왕소 계
- 김뢰하 : 은천 역 : 고려 최고의 무사, 왕소의 조언자
- 신승환 : 길복 역 (아역: 박민수) - 왕소의 몸종
- 지수원 : 황태후 유씨 역 - 태조 왕건의 3번째 황후, 왕요와 왕소의 어머니

### 신율 계
- 허정민 : 양규달 역 - 청해상단의 수령, 신율의 양오라버니
- 김선영 : 백묘 역 - 청해상단의 행수, 상단의 인적 관리를 담당
- 안길강 : 강명 역 - 청해상단의 도방, 상단의 치안을 담당
- 정우식 : 경 역 - 신율의 호위무사
- 이은우 : 춘아 역 - 청해상단의 청소 담당
- 정재형 : 나무 역 - 춘아의 아들

### 황보여원 계
- 김영선 : 염실 역 - 황보여원의 몸종

### 왕식렴 계
- 강기영 : 왕풍 역 - 왕식렴의 아들
- 박현우 : 박술 역 - 왕식렴의 충복이며 오른팔

### 호족들과 관리들
- 김병옥 : 최지몽 역 - 고려의 대신
- 우상전 : 황보제공 역 - 고려 개국공신, 황주가의 호족장, 황보부인의 외할아버지
- 서범석 : 왕교 (대충광) 역 - 발해의 마지막 황자이자 신율의 이복오빠
- 김진호 : 박수경 역 - 평산 출신의 호족
- 이정훈 : 유권율 역 - 충주가의 호족장, 신명순성황후의 외가
- 송영재 : 유목원 역 - 평산가의 호족장
- 안석환 : 김종식 역 - 홍주가의 호족장 (특별출연)
- 최재호 : 황규의 역 - 해평가의 호족장
- 김광식 : 백충현 역 - 동주가의 호족장
- 최귀화 : 손소 역 - 고려 관리

### 황자들
- 오은찬 : 왕태 역 - 태조 3번째 부인 신명순성왕후의 첫째 아들
- 지은성 : 왕원 역 - 태조 9번째 부인 동양원 유씨의 아들, 효은태자
- 신정윤 : 왕림 역 - 태조 12번째 부인 천안부원의 첫째 아들
- 하대로 : 왕문 역
- 윤대용 : 왕직 역 태조 11번째 부인 흥복원부인첫째 아들
- 박선호 : 왕위 역 - 태조 6번째 부인 정덕왕후의 첫째 아들
- 여의주 : 왕종 역 - 태조 21번째 부인 서전원이인의 아들

### 월향루
- 진서연 : 금선 역 - 월향루의 행수기생
- 나혜진 : 청옥 역 - 월향루의 기생
- 이서연 : 령화 역 - 월향루의 기생

### 그 외
- 남경읍 : 태조 역 - 고려의 제 1대 황제
- 미상 : 혜종 역 - 고려의 제 2대 황제
- 김법래 : 곽장군 역 - 후한 장군, 훗날 후주를 세우는 인물
- 박기웅 : 야율완 역 - 중원의 자객이자 요나라 황족, 왕식렴의 사주를 받고 태조에게 단검을 날린 사람, 훗날 요 세종이 됨
- 서은 : 신율모 역 - 발해의 후궁
- 조재룡 : 뱀눈사내 역
- 위양호 : 내기꾼 1 역
- 임강헌 : 젊은 몸종 역
- 김문진 : 단주 역
- 김한섭 : 경산가의 호족 역
- 이명식 : 금주가의 호족 역
- 이정주 : 금주가의 호족 역
- 맹봉학 : 어의 역

## 시청률
최저 시청률과 최고 시청률은 시청률 조사회사와 지역별로 시청률에 차이가 있을 수 있습니다.
| 2015년      | 2015년      | 2015년         | 2015년       | 2015년         | 2015년       |
| 회차        | 방송일      | TNmS 시청률    | TNmS 시청률  | AGB 시청률     | AGB 시청률   |
| 회차        | 방송일      | 대한민국(전국) | 서울(수도권) | 대한민국(전국) | 서울(수도권) |
| ----------- | ----------- | -------------- | ------------ | -------------- | ------------ |
| 제1회       | 1월 19일    | 7.6%           | 10.1%        | 7.9%           | 8.7%         |
| 제2회       | 1월 20일    | 8.0%           | 10.4%        | 8.2%           | 8.8%         |
| 제3회       | 1월 26일    | 8.6%           | 11.9%        | 9.8%           | 11.4%        |
| 제4회       | 1월 27일    | 9.9%           | 12.7%        | 10.2%          | 11.7%        |
| 제5회       | 2월 2일     | 8.4%           | 11.0%        | 9.8%           | 11.8%        |
| 제6회       | 2월 3일     | 9.1%           | 12.2%        | 9.4%           | 10.8%        |
| 제7회       | 2월 9일     | 8.7%           | 12.2%        | 9.3%           | 10.8%        |
| 제8회       | 2월 10일    | 9.4%           | 12.7%        | 11.0%          | 12.3%        |
| 제9회       | 2월 16일    | 9.4%           | 12.9%        | 11.2%          | 13.1%        |
| 제10회      | 2월 17일    | 11.5%          | 15.7%        | 10.9%          | 11.9%        |
| 제11회      | 2월 23일    | 11.5%          | 15.5%        | 13.1%          | 15.1%        |
| 제12회      | 2월 24일    | 12.3%          | 16.1%        | 14.3%          | 16.4%        |
| 제13회      | 3월 2일     | 9.9%           | 13.4%        | 11.9%          | 14.4%        |
| 제14회      | 3월 3일     | 12.4%          | 16.7%        | 13.2%          | 15.4%        |
| 제15회      | 3월 9일     | 10.2%          | 13.9%        | 11.6%          | 13.1%        |
| 제16회      | 3월 10일    | 11.7%          | 15.6%        | 12.9%          | 14.9%        |
| 제17회      | 3월 16일    | 11.3%          | 14.7%        | 11.7%          | 12.9%        |
| 제18회      | 3월 17일    | 11.4%          | 15.2%        | 12.9%          | 14.2%        |
| 제19회      | 3월 23일    | 10.7%          | 13.9%        | 11.4%          | 12.3%        |
| 제20회      | 3월 24일    | 11.4%          | 14.4%        | 13.9%          | 15.3%        |
| 제21회      | 3월 30일    | 11.2%          | 13.6%        | 12.1%          | 13.2%        |
| 제22회      | 3월 31일    | 9.5%           | 12.2%        | 10.2%          | 11.4%        |
| 제23회      | 4월 6일     | 10.8%          | 13.5%        | 11.5%          | 13.1%        |
| 제24회      | 4월 7일     | 11.5%          | 14.2%        | 13.0%          | 14.4%        |
| 평균 시청률 | 평균 시청률 | 10.3%          | 13.5%        | 11.3%          | 12.8%        |

## 편성 변경
- 2015년 3월 31일 : MBC 스포츠 국가대표 평가전 대한민국 VS 뉴질랜드의 중계방송으로 인해 밤 10시 55분으로 편성 변경 (22회)

## 동시간대 드라마
- KBS 월화드라마

《힐러》 (2014년 12월 8일 ~ 2015년 2월 10일)
《블러드》 (2015년 2월 16일 ~ 2015년 4월 21일)
- SBS 월화드라마

《펀치》 (2014년 12월 15일 ~ 2015년 2월 17일)
《풍문으로 들었소》 (2015년 2월 23일 ~ 2015년 6월 2일)